# モサラベ
モサラベ（西語：mozárabes、葡語：moçárabes）は、ムスリム支配下のイベリア半島、とりわけアル＝アンダルスにおけるキリスト教徒のことを言う。アラビア語の形容詞「ムスタウリブ(مستعرب; musta‘rib)」（アラブ化した：言語や風俗・文化においてアラビア文化の影響を受けた）の転訛したものが語の由来である。

## 概要
キリスト教徒は、ムスリム政権においては、ズィンミー、すなわちイスラーム世界における公認された異教徒として扱われた。キリスト教徒とユダヤ教徒は「啓典の民」として、ジズヤを支払えば定住が許された。モサラベには、独自の法務官と為政者があり、ごく初期のモサラベのなかには、ムスリム宮廷において高位を得た者もいた。イスラームへの改宗が奨励されたが、ウマイヤ朝の歴代カリフや後ウマイヤ朝初期の諸アミール・カリフの寛容な政策のもとではその必要がなかった。しかし、ムスリムとして育った者やイスラームを奉じている者に棄教を迫れば、死罪に相当するとされた。
9世紀になるまで、アンダルスのムスリムとキリスト教徒の人口比は、おそらくはまだ大きかった。最初のムスリムの侵入に対して、キリスト教徒の抵抗は弱々しかった。ムルシアに唯一の降伏文書が現存しており、おそらくこれは、伝統的な特権の庇護を受けることと引き換えに進貢の義務を負うとした、数多く取り交わされた合意の一例に違いない。これによると、714年の日付を持つ「トゥドミールの盟約」文書では、オリウエラ伯テオドミルス（アラビア語では「تدمير; tudmīr; トゥドミール」）は、アブドゥルアズィーズを最高君主と認め、毎年現金と特定の農産物を納貢することに同意している。それと引き換えにテオドミルスは、自分の資産と支配権を尊重するとのアブドゥルアズィーズの確約を得たのである。土地の住民についての交換条件はなく、時には西ゴート王国の豪族がそのまま残る事例さえあった。
モサラベは当初不平等ではあれど、それなりに寛容な処遇を受けていた。しかし征服から数世代を経るうちに、ムスリムの君主たちは、ズィンミーにとって不利な法令を発布しはじめ、モサラベの地位は下降し、厳しい差別と抑圧が始まった。新たな教会の設立や、鐘を打つことは最終的に厳しく禁じられた。しかしながら、エウロギウスが850年以降のコルドバの殉教者について列伝を著していた頃には、少なくとも4つの聖堂がコルドバに残されており（その一つである聖アシスクルス教会は、711年に抵抗者を匿った）、コルドバの市内とその周辺には、9つの修道院が存在したが、これらはまもなく危険にさらされるようになる。 
キリスト教徒は、ムスリムを統率するいかなる地位にも就くことが禁じられるという差別から、キリスト教徒の奴隷は、イスラームへの改宗で自由を取り戻すように奨励された。これはキリスト教徒の地位を脅かすのに充分な効果があり、時に古代から続くローマ系の貴族でさえ、イスラームに改宗した。
反イスラーム主義者で異教徒の征服者に敵意と侮蔑を隠さなかったエウロギウスは、キリスト教徒が受けた迫害と差別についてたびたび触れている。エウロギウスの著作『殉教者擁護の書』は、851年から859年のコルドバの殉教者についての物語を含んでいる。彼らはエウロギウスに激励されてイスラームを冒瀆することでムスリム政権を否定し、殉教を信奉した。しかしその姿勢は、忍耐と相互の寛容をもって異教徒の支配者に臨むべしとした、かつてのコルドバ司教レカレド（Reccared）の公式な教えに反するものであった。殉教者たちの多くは若い男女だった。
キリスト教徒は次第に孤立し、主に行政・軍事・社会上の地位から締め出され、その他にもイスラム法の下で差別・抑圧された。9世紀までに、コルドバの殉教者の逸話が明るみに出ると、法的・経済的に体系化されたイスラームの抑圧や、改宗やアラビア文化への吸収に対して、反発が明らかとなった。当初のムスリム当局による対処は、キリスト教コミュニティの指導者を包囲し、投獄することだった。殉教者運動の時代が終わるまでに、エウロギウスの殉教者列伝は、修道院の閉鎖を記録するようになった。これらはムスリムの目に、キリスト教徒のゆっくりと組織だった排除に対する、目障りな抵抗運動の温床と映ったからである。しかしこの段階でもキリスト教信仰自体は許容されていた。
状況が一変するのは11世紀以降にイスラム原理主義的な性格をもったムワッヒド朝やムラービト朝が成立してからである。とりわけ十字軍の来襲以降はムスリム側に寛大さが失われ、モサラベやユダヤ人が剣かコーランか（死かイスラームへの改宗か）という選択を突きつけられるなど露骨に弾圧される事例もみられ、それが一段と北部のキリスト教の反イスラーム感情を煽り、レコンキスタ（再征服運動）やキリスト教支配圏でのムスリム・ユダヤ人への迫害が進むことになった。
モサラベは迫害の時代に北部に移住した。レコンキスタが進むにつれて、モサラベはキリスト教の諸王国を統合する役割を果たした。諸王は、最前線の地に定住したモサラベに特典を与えた。

## 言語
イベリア系ロマンス諸語の初期段階において、アンダルスではロマンス諸語が広く一般に話されていた。こんにち「モサラベ語」として知られるものがこれである。このロマンス語の変種は、アラビア語の歌やヘブライ語の詩の中に初めて記録された。これは4行ほどの詩の形式で書かれているものでハルチャと呼ばれる。ハルチャはアラビア文字（あるいはヘブライ文字）で書かれているため、当初これが何語であるのか不明であった。モサラベ語は強勢のない母音は記されないため、それを補わなければならず、そのため、この言語がなんであるか長い間不明であった。いくつかの側面において、モサラベ語は他のロマンス諸語の中でもより古風である。
モサラベ語は、ポルトガル語やスペイン語、カタルーニャ語、そしてとりわけバレンシア語の形成において、重大なインパクトがあった（モサラベ語は、明らかにアンダルスのアラビア語に影響され、アンダルスのアラビア語もまたモサラベ語に影響された）。したがって、これらの言語になぜアラビア語からの借用語が多いのかは、モサラベ語によって説明できる。
ムスリム支配が短期間であった地域に、なぜアラビア語由来の地名が存在するのかは、モサラベの北部への移住、捕虜の北部への移送などによって説明がつく。
モサラベの教養的な言語は依然としてラテン語であり続けたが、時が経つにつれて、モサラベの若者はアラビア語を学び、アラビア語のほうが得意になるほどだった。キリスト教典礼、福音書、預言書、祈祷書もアラビア語に翻訳された。850年頃のキリスト教徒は「われわれの内、われらが祖先の言葉で手紙を読めるのは1000人に1人もいない」と嘆き、「アラブの詩に喜々としてうつつをぬかし、アラビア語で詩を書く者は数知れない」と記している。

## 信仰
モサラベは、フランス王国の修道士に影響されないまま、こんにちモサラベ典礼（英語: Mozarabic Rite）として知られる西ゴート風の典礼様式を保守した。とはいえ北部王国は、ラテン典礼（英語: Latin liturgical rites）に乗り換え（カスティーリャ王国では1080年）、征服された司教区では北部出身の司教が任命された。こんにちモサラベ典礼は、ローマ教皇の恩典により、トレド大聖堂の礼拝に用いることが認可されている。
マドリードの隠者、農夫聖イシドロ（英語: Isidore the Laborer）もまた、時おりモサラベ典礼によるミサを挙行した。モサラベの修道会は、今なおトレドに現役である。
イスラームへの改宗は、モサラベに新たな社会的な地平を開くものだった。コルドバのアルヴァルスやエウロギウスは、いかに若者がアラブ文化やアラビア語に魅せられているかと嘆いてみせた。だが851年には、何名かのキリスト教徒の為政者が、公然とイスラームを冒瀆することによって対決姿勢をとろうとした。殉教者にされることによって、闘争に注目を向けさせようと期待したのである。キリスト教徒の処刑は859年3月11日まで続いた。とはいえムスリム政権は、むしろ彼らを狂人と見做して、緊張を逸らすことを選んだ。

## 生活様式のアラブ化
9世紀以降のキリスト教徒は服装や身だしなみの基本、服の仕立て具合や色合いなどをアラブにまねた。流行はまず比較的裕福なモサラベの若者が金持ち有力者ムスリムの息子たちを真似ることから始まり、それから広がっていった。当時のキリスト教徒の手記には「われわれは彼ら流に衣をまとっては絹を好む。彼らのように香水をつけ、宝石や衣服の豊かさを自慢する」とまねる誘惑には抗しがたいとの記述がある。モサラベの良家の女は、外出時にヴェールを被る習慣を身につけた。
食文化もまた、アラブの影響を受けた。神聖ローマ帝国を創建しようとしていたオットー1世がコルドバに大使として派遣したロレーヌの聖職者は、アル＝アンダルスのキリスト教徒が「ムスリムの真似をして」、豚を全く食べなくなったことに驚いている。実際、豚に対するタブーは絶対的であり、もし豚が穀物用サイロに落ちて死んだら、その穀物は汚されたと見なされ、食べることも、買うことも、税としてムスリム当局に差し出すこともできなくなったほどである。そのため、キリスト教徒が豚を飼わなくなるのもしばしばだった。
富裕なモサラベは家のなかをタペストリー、クッション、ソファ、壁掛けで飾った。キリスト教徒たちはアラブの詩歌にも、その音楽にも心酔した。